# Ogrody Edenu
Ogrody Edenu – struktury automatów komórkowych, które nie mogą zostać osiągnięte z żadnej innej struktury. Zostały nazwane biblijnymi Ogrodami Edenu, ponieważ nie mają one żadnych poprzedników, z których można do nich trafić. Są poprawnym stanem automatu komórkowego jednak nie są następnikiem żadnego poprawnego stanu.
Konfiguracje te zostały opisane przez Johna Tukeya w latach 50. XX wieku, na długo zanim John Conway wymyślił grę w życie.
| Przykłady struktur           | Przykłady struktur                                                                                          |
| ---------------------------- | --- |
| Pierwszy odkryty Ogród Edenu | |
|                              | Do niedawna najmniejszy znany Ogród Edenu                                                                   |
|                              | Najmniejszy obecnie taki wzór – o jedną komórkę mniej niż poprzednio (szare – usunięte, granatowe – dodane) |

## Ogólne konsekwencje
Nazwijmy konfigurację w kroku czasowym {\displaystyle t} przez {\displaystyle C_{t}} oraz funkcję przejścia (przekształcającą {\displaystyle C_{t}} w {\displaystyle C_{t+1}}) przez {\displaystyle f.} Jeżeli wzór jest Ogrodem Edenu {\displaystyle G_{t},} to znaczy, że nie istnieje taka konfiguracja {\displaystyle G_{t-1},} że {\displaystyle f(G_{t-1})=G_{t}.} W takim razie, w automacie komórkowym, który posiada taką strukturę, nie zachodzi suriekcja.

## Historia
4 marca 2006 Nicolay Beluchenko ogłosił, że odnalazł strukturę będącą Ogrodem Edenu, mniejszą od dotychczasowych, ale bazującą na poprzedniej.
W powieści Grega Egana pt. Permutation City idea Ogrodów Edenu w automatach komórkowych jest ważna dla metafizyki opisanej w tej książce.